# Yantra

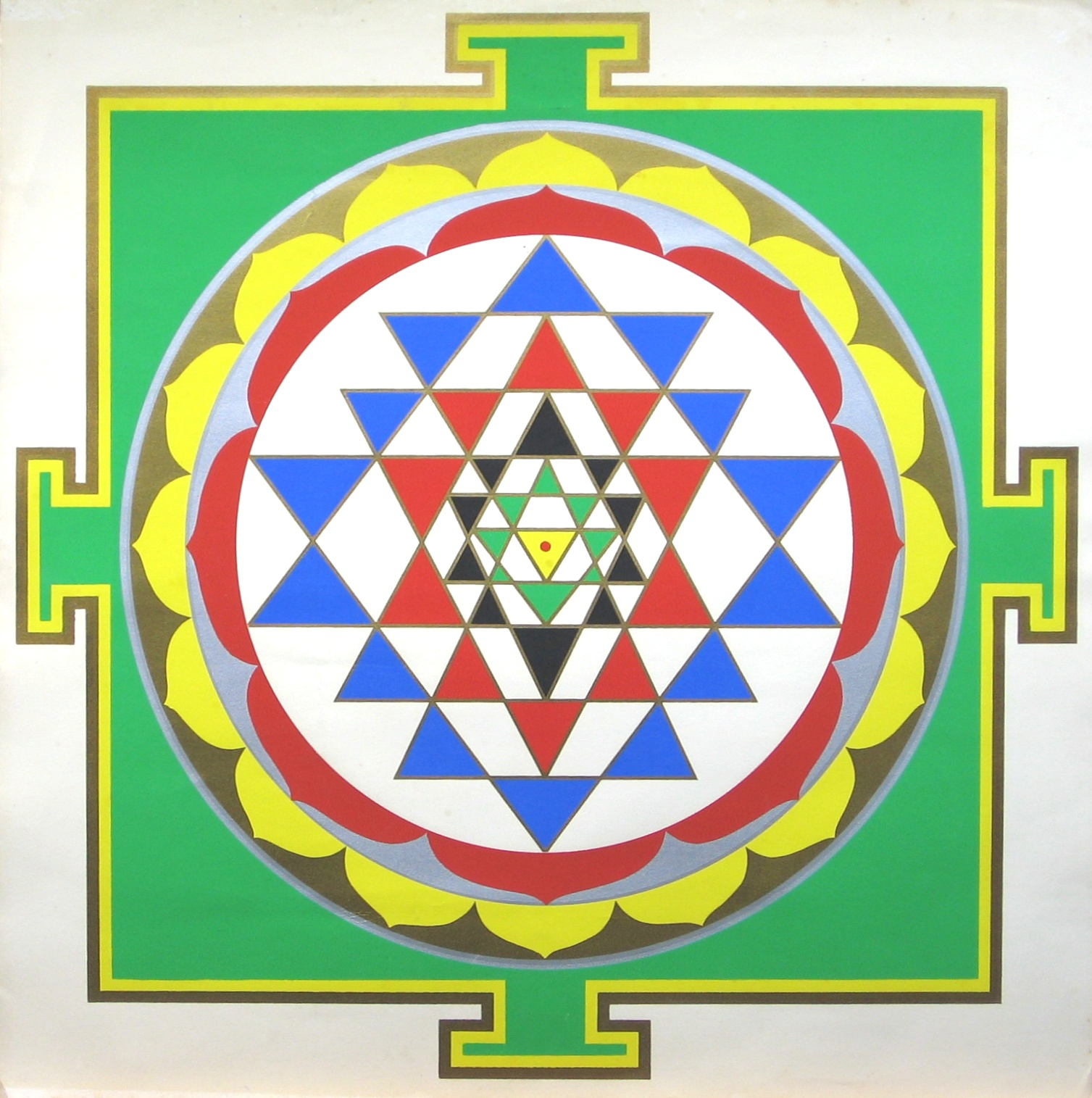
Sri Yantra de Harish Johari în culori tradiționale

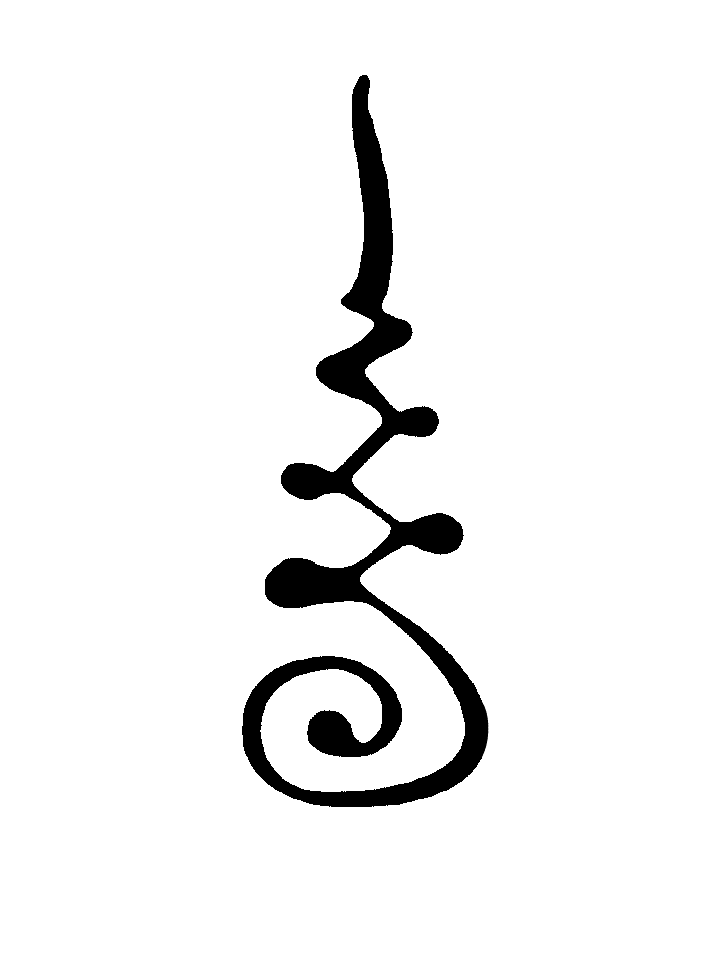
Unalome este yantra sacră folosit pe scară largă în budismul din Asia de Sud-Est

Yantra (în sanscrită यन्त्र; literal „mașină, dispozitiv”) este o diagramă geometrică, în principal din tradițiile tantrice ale religiilor indiene. Yantrele sunt folosite pentru venerarea zeităților în temple sau acasă; ca ajutor în meditație; folosite pentru beneficiile date de presupusele lor puteri oculte bazate pe astrologia hindusă și pe textele tantrice. De asemenea, sunt folosite pentru împodobirea podelelor templului, în principal datorită calităților lor estetice și simetrice. Yantre specifice sunt asociate în mod tradițional cu zeități specifice și/sau anumite tipuri de energii utilizate pentru îndeplinirea anumitor sarcini, jurăminte, care pot fi de natură materială sau spirituală. Ea devine un instrument primordial în anumite sadhane efectuate de sadhaka, căutătorul spiritual. Yantrele au o mare importanță în hinduism, jainism și budism.
Mantrele, silabele sanscrite înscrise pe yantre, sunt în esență „forme gând” reprezentând divinități sau puteri cosmice, care își exercită influența prin intermediul vibrațiilor sonore.

## Etimologie
În sanscrita rigvedică, aceasta însemna un instrument de reținere sau de fixare, un suport, un sprijin sau o barieră, etimologic de la rădăcina yam „a susține, susține” și sufixul -tra care exprimă instrumente. Sensul literal este încă evident în terminologia medicală din Sushruta, unde termenul se referă la instrumente chirurgicale fără vârf ascuțit, cum ar fi penseta sau menghina. Sensul „diagramei mistice sau oculte” apare în perioada medievală (Kathasaritsagara, Pancharatra).

## Utilizare și semnificație
Yantrele sunt de obicei asociate cu o anumită zeitate și sunt folosite pentru beneficii specifice, cum ar fi: pentru meditație; protecția împotriva influențelor dăunătoare; dezvoltarea unor puteri particulare; atragerea bogăției sau succesului etc. De exemplu, Sivali yantra, folosită în principal în budismul din Asia de Sud-Est, este folosită pentru atragerea bogăției și a norocului. Sunt adesea folosite în închinarea rituală zilnică acasă sau în temple și uneori purtate ca talisman.
Ca ajutor pentru meditație (pictura meditativă), yantrele reprezintă zeitatea care este obiectul meditației. Aceste yantre emană din punctul central, bindu. Yantra are de obicei mai multe forme geometrice care radiază concentric din centru, inclusiv triunghiuri, cercuri, hexagoane, octogoane și petale simbolice de lotus. Exteriorul include adesea un pătrat reprezentând cele patru direcții cardinale, cu uși către fiecare dintre ele. O formă populară este Sri Chakra, sau Sri Yantra, care reprezintă zeița în forma ei ca Tripura Sundari. Sri Chakra include, de asemenea, o reprezentare a lui Shiva și este concepută pentru a arăta totalitatea creației și existenței, împreună cu propria unitate a utilizatorului cu cosmosul.
Yantra poate fi pe o suprafață plană sau tridimensională. Yantra poate fi desenată sau pictată pe hârtie, gravată pe metal sau orice suprafață plană. Ele tind să fie mai mici ca mărime decât mandala similară și, în mod tradițional, folosesc mai puțină culoare decât mandalele.
Yantra ocultă este folosită ca amuletă aducătoare de noroc, pentru a îndepărta răul, ca medicament preventiv, în exorcizare etc., în virtutea puterii lor magice. Când este folosit ca talisman, yantra este văzută ca fiind o zeitate care poate fi apelată după bunul plac de către utilizator. Ele sunt în mod tradițional consacrate și energizate de un preot, inclusiv prin utilizarea mantrelor care sunt strâns asociate cu zeitatea și yantra specifice. Practicanții cred că o yantra care nu este energizată cu mantre este lipsită de viață. În budismul din Sri Lanka, este necesar să avem yantra divinității cu noi, odată ce zeitatea a arătat că acceptă rugăciunea noastră.
Gudrun Bühnemann clasifică trei tipuri generale de yantre pe baza utilizării lor:
1. Yantre care sunt folosite ca fundație pentru instrumente rituale, cum ar fi lămpi, vase etc. Acestea sunt de obicei forme geometrice simple pe care sunt plasate instrumentele.
2. Yantre folosite în închinarea obișnuită, cum ar fi Sri Yantra. Acestea includ diagrame geometrice și sunt energizate cu mantre pentru zeitate și, uneori, includ mantre scrise în design.
3. Yantre folosite în rituri specifice orientate spre dorință. Aceste yantre sunt adesea realizate pe scoarță de mesteacăn sau hârtie și pot include materiale speciale precum flori, pastă de orez, cenușă etc.[6]